# Bastard-Aurikel
Die Bastard-Aurikel (Primula × pubescens, Syn. Primula × hortensis Wettst.) gehört zur Gattung der Primeln (Primula). Sie ist eine Hybride aus der Aurikel (Primula auricula) und der Behaarten Primel (Primula hirsuta) und wird als Zierpflanze mindestens seit dem 16. Jahrhundert in Gärten kultiviert. Die durch Züchtung entstandenen Sorten werden unter dem Namen Garten-Aurikeln zusammengefasst.

## Merkmale
Die Bastard-Aurikel ist eine immergrüne, ausdauernde krautige Pflanze mit einem Rhizom und erreicht Wuchshöhen von 10 bis 30 Zentimetern. Sie bildet grundständige Rosetten aus hellgrünen, etwas fleischigen, fiedernervigen bis einnervigen, ungestielten Laubblättern. Diese sind am Rand seicht gezähnt und vielfach von abwischbaren winzigen Härchen (Farina, „Mehl“) wie bepudert. Nebenblätter fehlen.

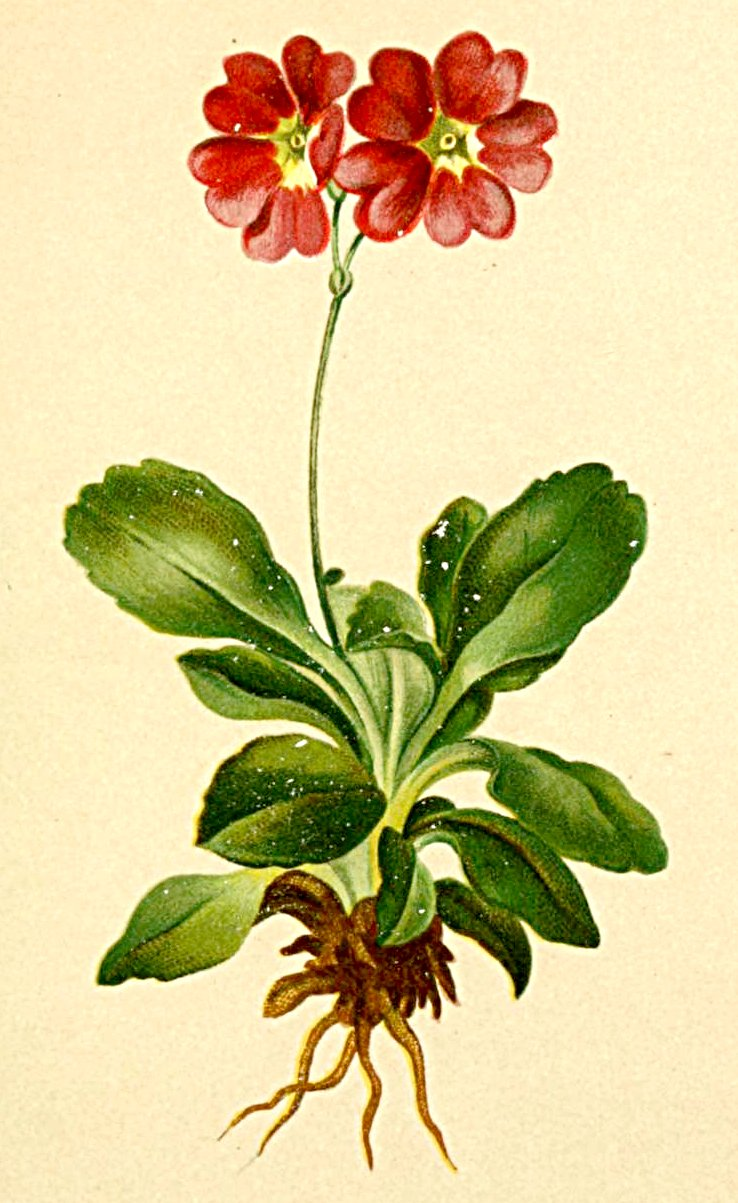
Bastard-Primel (Primula pubescens),
Illustration in Anton Hartinger, Atlas der Alpenflora (1882)

Der Blütenstand ist doldig. Die zwittrigen, radiärsymmetrischen, fünfzähligen Blüten sind stieltellerförmig. Der Kelch ist rund. Die Röhre der Krone ist länger als ihr Saum, oben aber nicht verengt. Die Kronzipfel sind auf 1/3 zweilappig. Die Blütenkronen sind meist zweifarbig, bei der Wildform innen hellgelb und außen rot; bei den Zuchtformen können sie weiß, gelb, rosa, scharlachrot oder purpurn gefärbt sein. Die Fruchtblätter sind zu einem oberständigen Fruchtknoten verwachsen. Es wird eine Kapselfrucht gebildet.
Die Blütezeit reicht von Anfang April bis Mitte Mai, am Naturstandort unter Umständen später.

## Vorkommen
Die Naturhybride ist aus den Alpen und anderen Gebirgen bekannt, wo sich die Vorkommen der Eltern überlappen. In den deutschen Alpen kam sie früher im Allgäu, im Ammergebirge und an der Benediktenwand vor, gilt aber heute als verschollen. Aus dem Schwarzwald ist sie vom Belchen bekannt.

## Botanische Geschichte und Nutzung

Abbildung von Primula pubescens in der Originalveröffentlichung von Wulfen und Jacquin (1778)

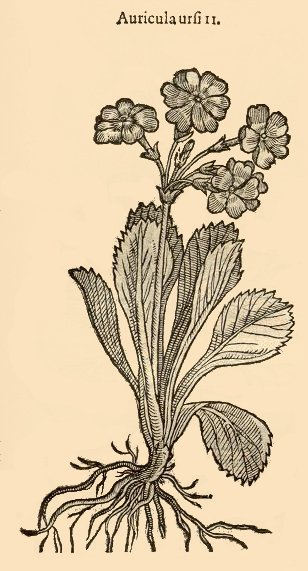
Abbildung bei Carolus Clusius (1601) als Auricula ursi II

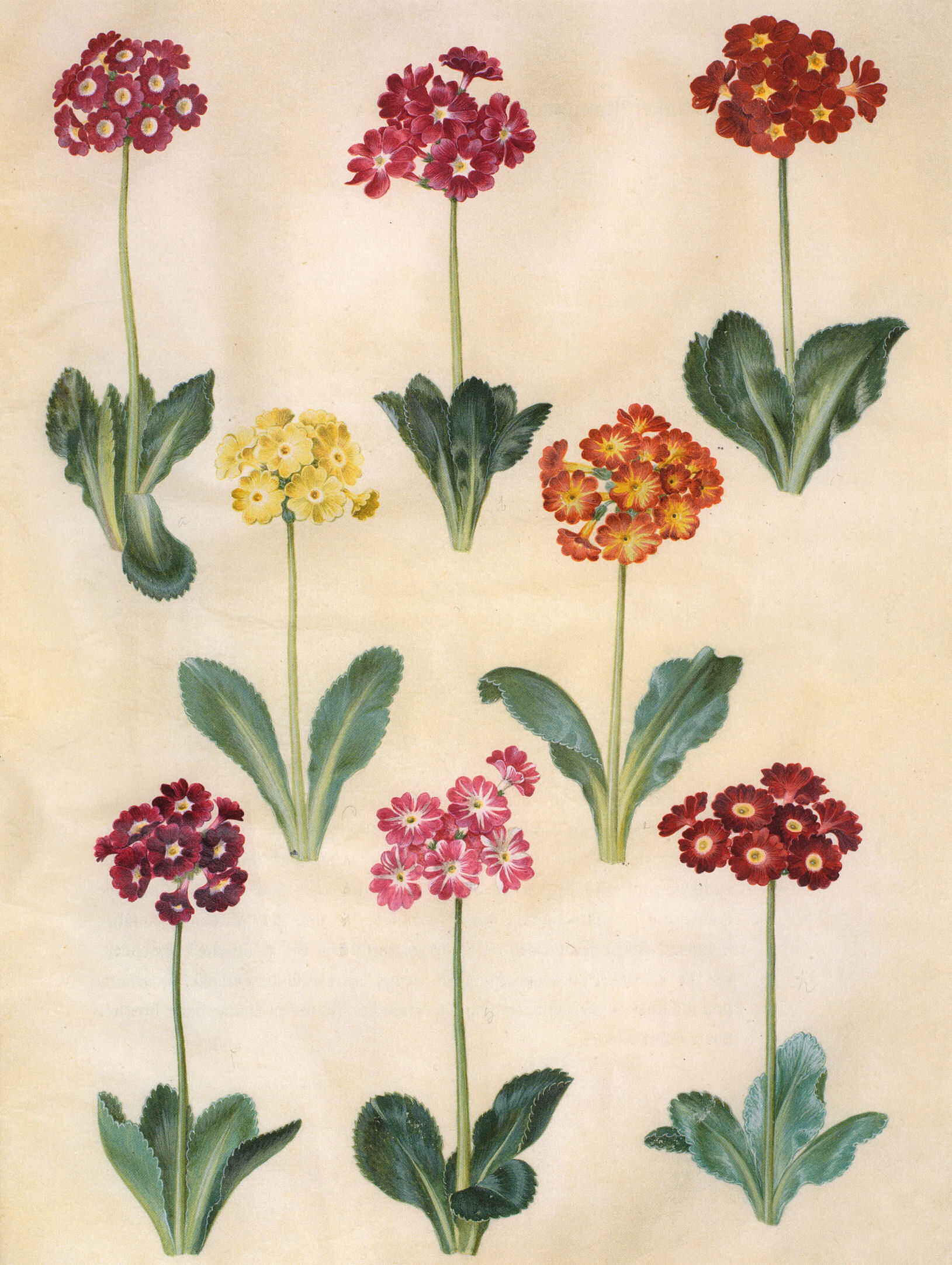
Alte Sorten aus dem 17. Jahrhundert

Linné, der Exemplare dieser Hybride bei seinen Studien in Holland gesehen haben dürfte, hat sie nicht eigens benannt. Als erste moderne Beschreibung gilt die von Nikolaus Joseph von Jacquin, der auch eine farbige Abbildung veröffentlichte. Der Hybridcharakter wurde erst von Anton Kerner von Marilaun erkannt. Die älteste Erwähnung und Illustration der Bastard-Aurikel findet sich jedoch schon bei Carolus Clusius, der sie als Auricula ursi II („Bärenohr II“) aufführte. Außer von mehreren Fundorten in den Alpen kannte er die Pflanze aus dem Wiener Garten des mit ihm befreundeten Arztes Johann Aicholz. Clusius schickte Pflanzen in die Niederlande, von wo sich die Aurikel rasch über ganz Europa verbreitete. Bis ins 18. Jahrhundert wurde sie vor allem von niederländischen und flämischen Handelsgärtnern nach Deutschland exportiert. Ein erster Höhepunkt der Aurikelzucht  wurde mit der Züchtung grün- und graugerandeter Sorten etwa um 1750 in England erreicht. Dort gehört die so genannte Schau-Aurikel bis heute zu den traditionellen „florists' flowers“, die in Töpfen gezogen werden, während ihre Züchtung auf dem Kontinent zum Erliegen kam. Die heute in Deutschland angebotenen Garten-Aurikeln haben mit den Schau-Aurikeln wenig gemeinsam. Im Gegensatz zu denTopfaurikeln gelten Garten-Aurikeln als einfach zu halten, sie bedürfen aber regelmäßiger Teilung.
Früher wurden vier Hauptgruppen unterschieden:
- Luiker (Lütticher) Aurikeln: Die Blüte hat eine oder zwei Hauptfarben, das Auge ist gelb oder weiß. Die ganze Pflanze ist nicht bepudert.
- Englische Aurikeln (im 18. Jahrhundert: „Painted Ladies“): Die Blüte hat ein weiß gepudertes Auge und unter Umständen auch Bemehlung in Form radialer Streifen oder einer Randzeichnung.
- Gefüllt blühende Aurikeln: Seit Ende des 18. Jahrhunderts von stetig abnehmender Bedeutung, erst seit Mitte des 20. Jahrhunderts finden sie wieder mehr Beachtung.
- Gewöhnliche Garten-Aurikeln: Alle nicht in die vorherigen Gruppen gehörigen Kultivare.

Unter Aurikel-Liebhabern werden heute folgende Klassen unterschieden:
- einfarbige Schau-Aurikeln („Selfs“), Blüte mit Farina
- grün oder weiß bzw. grau gerandete Schau-Aurikeln mit schwarzer Grundfarbe („Edged auriculas“), Blüte mit Farina
- grün oder weiß bzw. grau gerandete Schau-Aurikeln mit anderer Grundfarbe („Fancies“), Blüte mit Farina
- gestreifte Aurikeln („Striped auriculas“), Blüte mit Farina
- gefüllt blühende Aurikeln („Double auriculas“), bemehlt oder unbemehlt
- unbemehlte, so genannte Alpin-Aurikeln mit gelbem oder cremefarbenem Auge und schattierter Grundfarbe („Yellow / Light centered alpines“)
- Beet- oder Gartenaurikeln, bemehlte oder unbemehlte starkwüchsige Aurikeln, oft mit gewellten Petalen („Border auriculas“)

## Belege